# 坂口武市
坂口 武市（明治16年（1883年）7月23日 -　昭和33年（1958年）3月5日））は、日本の実業家、政治家。旧姓井上。米子商工会議所会頭、県会議員、米子市議会議員を務めた。鳥取県平民。

## 経歴
鳥取県人・井上豊治郎の二男、井上喜代太の弟、初代平兵衛の養子。坂口家は藩政時代“沢屋”と称し、綿、木綿仲買業を営んでいた。初代平兵衛が、｢坂口財閥｣と呼ばれるように家業を発展させた。
明治39年（1906年）7月早稲田大学法学科卒業。山陰電気常務取締役に就任。明治42年（1909年）、分家して一家を創立す。
大正15年（1926年）8月合併により広島電気（中国電力の前身）取締役山陰支社長となる。
大正2年（1913年）9月の町会議員当選以来、昭和2年（1927年）3月まで13年7か月にわたり町勢伸展に尽くし、同6年（1931年）6月に市会議員当選と共に市会議長に選任され、同10年（1935年）6月再選まで通算20有余年議員の職にあり、その間2期県会議員に当選した。
会頭在任は3期12年間にわたり、同16年（1941年）3月に顧問に推挙された。
産業功労者として県知事より、また自治功労者として米子市長より、それぞれ表彰を受けた。

## 人物像
『財界人物選集』（1939年）496頁によれば、坂口の役職は「米子商工会議所会頭、米子市会議員、隠岐電気（株）社長、広島電気、米子電車軌道、米子銀行、坂口商店各（株）取締役」などである。
趣味は謡曲。宗教は浄土宗。住所は米子市西町。

## 家族・親族

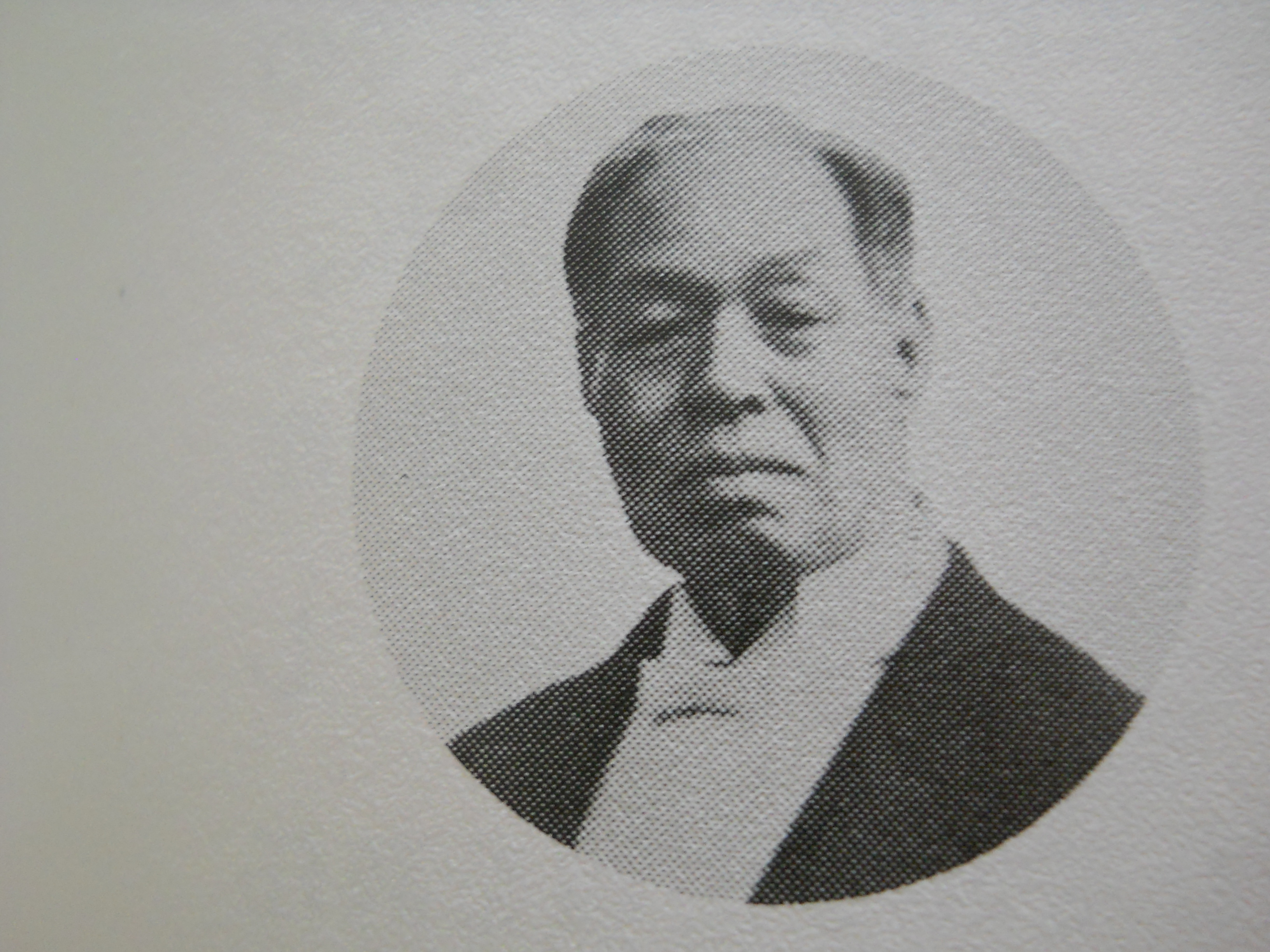
養父初代坂口平兵衛

### 坂口家
（鳥取県米子市尾高町、米子市西町）
- 妻・ふみ子（鳥取県、坂口常次郎の長女[1]、養父坂口平兵衛の養子[1][5]）
明治17年（1884年）1月生[1] - 没
- 長男・宏[1]（実業家）
明治40年（1907年）7月生[1] - 没
- 長女・静枝[1]
明治43年（1910年）2月生[1] - 没
- 男・和夫[6]
明治44年（1911年）11月生[1] - 没
- 三男・玄吉[1]
大正3年（1914年）2月生[1] - 没
- 二女・富士子[1]
大正6年（1917年）5月生[1] - 没
- 五男・平[1]
大正8年（1919年）3月生[1] - 没
- 七男・融[1]
大正11年（1922年）2月生[1] - 没
- 三女・保子[6]

### 親戚
- 兄・井上喜代太[7]（鳥取県平民[7]、山陰製氷専務取締役[7]）
明治13年（1880年）3月生[7] - 没